# Лун (Новаля)
44°41′ пн. ш. 14°45′ сх. д. / 44.68° пн. ш. 14.75° сх. д.
Лун (хорв. Lun) — населений пункт у Хорватії, у Лицько-Сенській жупанії у складі міста Новаля.

## Населення
Населення за даними перепису 2011 року становило 307 осіб.
Динаміка чисельності населення поселення:

## Клімат
Середня річна температура становить 15,12 °C, середня максимальна – 26,93 °C, а середня мінімальна – 3,82 °C. Середня річна кількість опадів – 993 мм.
| Клімат поселення                              | Клімат поселення | Клімат поселення | Клімат поселення | Клімат поселення | Клімат поселення | Клімат поселення | Клімат поселення | Клімат поселення | Клімат поселення | Клімат поселення | Клімат поселення | Клімат поселення | Клімат поселення |
| Показник                                      | Січ.             | Лют.             | Бер.             | Квіт.            | Трав.            | Черв.            | Лип.             | Серп.            | Вер.             | Жовт.            | Лист.            | Груд.            |                  |
| Середній максимум, °C                         | 11,19            | 11,12            | 12,81            | 16,19            | 21,48            | 25,74            | 26,93            | 26,61            | 22,33            | 18,60            | 13,92            | 11,30            |                  |
| Середня температура, °C                       | 7,52             | 7,47             | 9,19             | 12,54            | 17,81            | 22,10            | 24,43            | 24,10            | 19,84            | 16,10            | 11,43            | 8,83             |                  |
| Середній мінімум, °C                          | 3,88             | 3,82             | 5,53             | 8,89             | 14,16            | 18,43            | 21,97            | 21,63            | 17,36            | 13,62            | 8,93             | 6,34             |                  |
| Норма опадів, мм                              | 82               | 69               | 67               | 71               | 68               | 68               | 39               | 59               | 113              | 127              | 127              | 103              |                  |
| Середньомісячна швидкість вітру, м/с          | 3.02             | 3.16             | 3.24             | 3.06             | 2.72             | 2.56             | 2.58             | 2.50             | 2.69             | 2.90             | 3.39             | 3.27             |                  |
| Середньомісячна сонячна радіація, кДж/м²·день | 4664             | 7460             | 11007            | 15740            | 20224            | 22166            | 23590            | 20609            | 15009            | 9574             | 5109             | 3936             |                  |
| --------------------------------------------- | ---------------- | ---------------- | ---------------- | ---------------- | ---------------- | ---------------- | ---------------- | ---------------- | ---------------- | ---------------- | ---------------- | ---------------- | ---------------- |
| Джерело:                                      |                  |                  |                  |                  |                  |                  |                  |                  |                  |                  |                  |                  |                  |